# Hanikatsi
Hanikatsi est une île estonienne du golfe de Riga. Cet îlot fait partie de la réserve naturelle des îlots de la région de Hiiumaa.

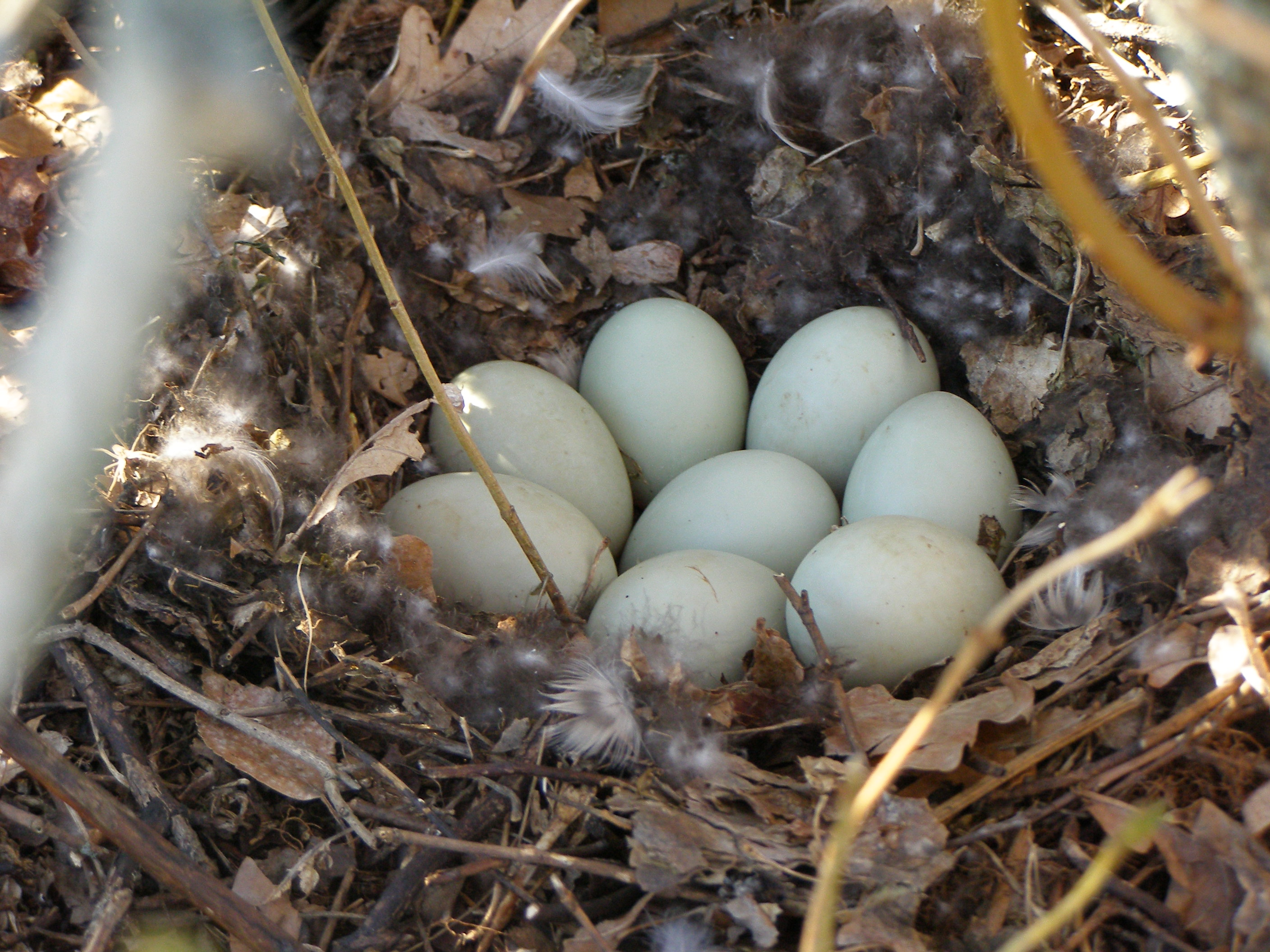
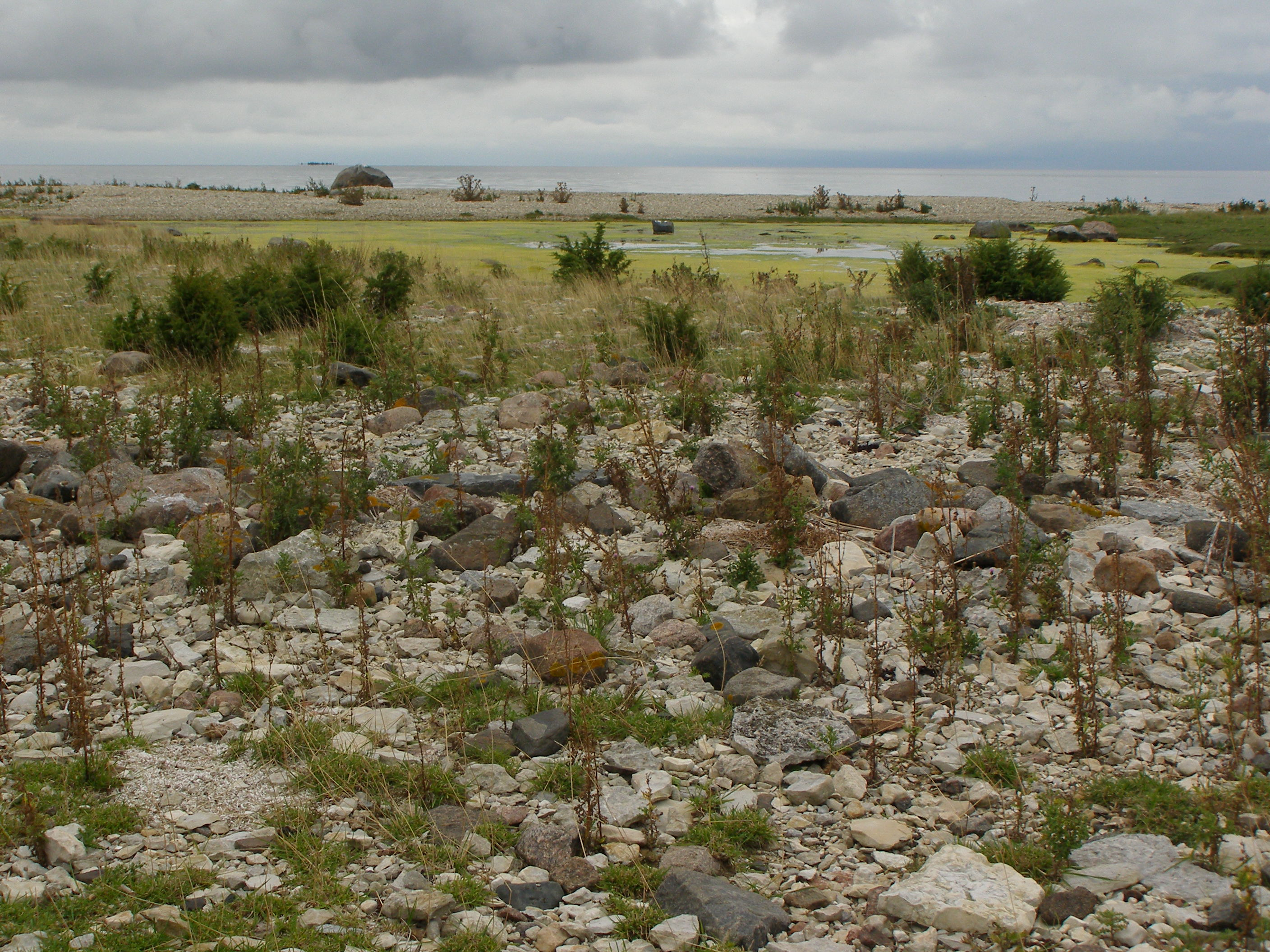
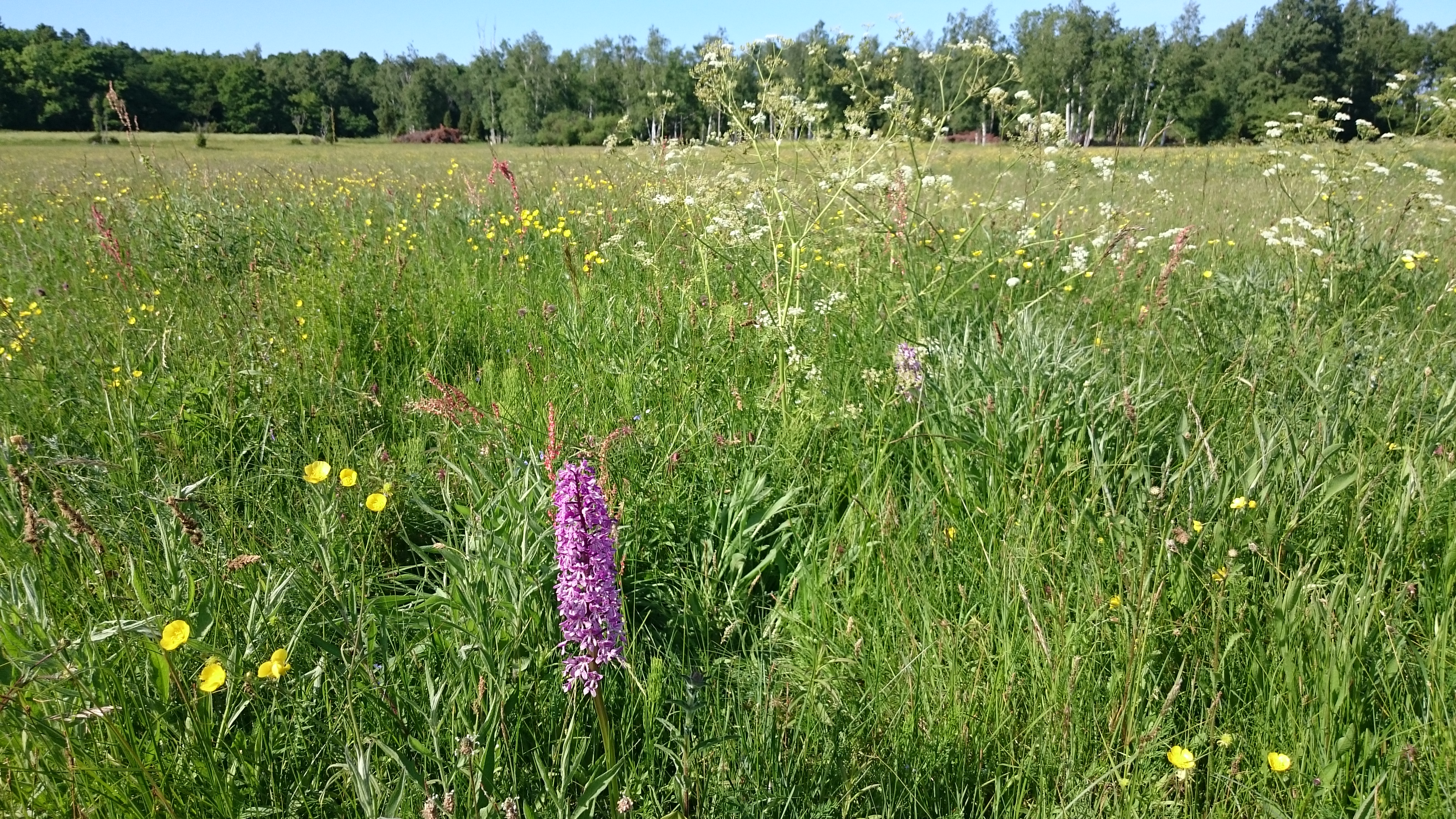
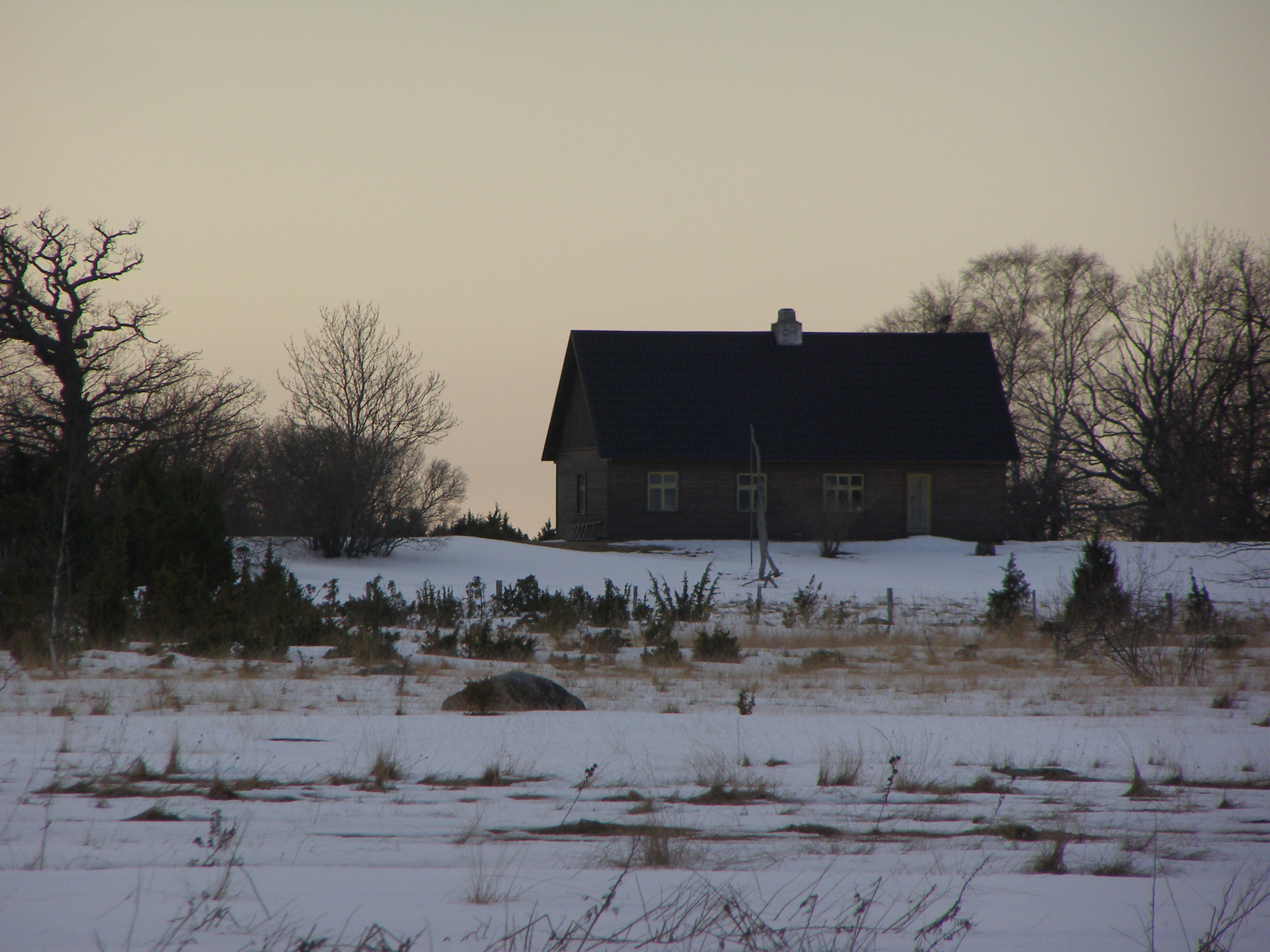